# 坑子口 (新北市)
坑子口，原寫為坑仔口，是臺灣新北市坪林區的一個地名，位於該區西北部，範圍大致為坪林里北半部、上德里西部。

## 歷史
台灣清治末期，坑子口地區為一街庄，稱為「坑仔口庄」，隸屬於文山堡。該庄西北與崩山庄為鄰，東北與大粗坑庄為鄰，東南隔北勢溪與水聳淒坑庄為鄰，南邊為坪林尾庄，西南邊為灣潭庄。
1901年（日治明治三十四年）11月，該庄隸屬於深坑廳，編入第十一區。1903年（明治三十六年）4月，第十一區的全部街庄及第十二區的九芎林庄部分合併為「坪林區」。1920年（大正九年），該庄改制並雅化為「坑子口」大字，隸屬於臺北州文山郡坪林庄，大字下有「坑子口」、「崩山坑」、「竹子易」、「樹梅嶺」、「上坑子口」、「桶盤嶼」小字名。
戰後坪林庄改制為坪林鄉，隸屬於臺北縣，大字亦改制為村。2010年（民國99年）12月，臺北縣升格為新北市，坪林鄉改制為坪林區，村改制為里。

## 交通
國道5號又稱「北宜高速公路」，大致以西北—東南走向經過坑子口地區，並設有坪林交流道，由此往東南可達宜蘭、羅東、蘇澳等地；往西北可達至石碇，或至南港銜接國道3號。
市道106乙線是連絡木柵、坪林的道路，經過本地區東北端。由該處往北可前往石碇、深坑、木柵等地，往南可前往坪林市區，過坪林拱橋後於北勢溪南岸接省道台9線。